# Palomo (caballo)
Palomo fue uno de los caballos de Simón Bolívar. El caballo era blanco, de gran estatura y con una cola que llegaba casi hasta el suelo. Regalo de Casilda Zafra, campesina de la población de Santa Rosa de Viterbo, departamento de Boyacá, Colombia, poco después de la travesía del ejército patriota desde los llanos venezolanos atravesando el páramo de Pisba en 1819. Sobre el lomo de Palomo, Bolívar venció en la Batalla del Pantano de Vargas, en la Batalla de Boyacá, en la Batalla de Bomboná, en la Batalla de Junín y en la Batalla de Carabobo.
No se sabe cuál fue el final de Palomo. Se cree que Bolívar se lo regaló al general Andrés de Santa Cruz en Bolivia en el año 1826 y allí se pierde su rastro. Por otra parte, los habitantes del poblado de Mulaló, municipio de Yumbo, Valle del Cauca, en Colombia, aseguran que Palomo murió en esa población el 17 de diciembre del 1840. Allí se encuentra una lápida indicando el sitio donde supuestamente fue enterrado. Hay un museo en este pueblo que muestra antiguas herraduras que dicen son las de Palomo. De ser cierto que Palomo murió en Mulaló, entonces lo más probable es que el caballo se quedó allí en el año 1829, cuando Bolívar venía desde Ecuador hacia Bogotá.